# Superheroes (Boomdabash)
Superheroes è il terzo album in studio del gruppo musicale italiano Boomdabash, pubblicato nel 2013.

## Tracce
1. Sunshine Reggae
2. Rich One Day
3. Rudeboy Swag
4. Grime (feat. Black Chiney)
5. Troppo strano (feat. Clementino)
6. XXX
7. The Message (feat. DJ Double S)
8. Sensi (feat. Ward 21)
9. Original Badman
10. Somebody to Love
11. Nice
12. Reality Show (feat. Sud Sound System)
13. Born in the Ghetto

## Classifiche
| Classifica (2013) | Posizione massima |
| ----------------- | ----------------- |
| Italia            | 41                |